# Colloblaste

schéma d'un colloblaste

Les colloblastes sont des cellules spécialisées que l'on retrouve sur les tentacules des cténophores (aussi appelés cténaires). Ce sont des cellules « collantes » qui permettent à l'individu de s'alimenter. L'équivalent de ces cellules pour le groupe voisin des cnidaires sont les cnidoblastes, bien que ces deux types cellulaires aient des fonctions et des mécanismes différents.

## Étymologie
Le terme colloblaste vient du grec ancien : κόλλα (kólla , « colle ») et de βλαστός (blastós, « germe »).

## Historique
La première observation d'un colloblaste au microscope a eu lieu en 1844.

## Description

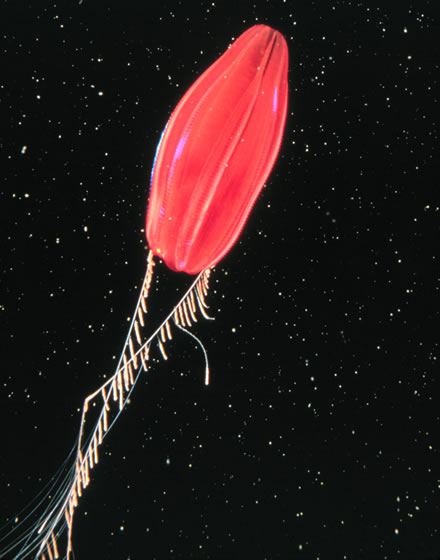
Cténophore

### Morphologie
Les colloblastes sont assez semblables aux cnidoblastes; mais, à la différence de ces dernières, au lieu de posséder un harpon venimeux, ils sont munis d'une sorte de palette sécrétant une substance gluante. En effet ces cellules, disposées sur la paire de longues tentacules des cténophores, sécrètent un liquide visqueux qui retient par ses propriétés adhésives les petits constituants du zooplancton ; les tentacules se rétractent alors pour acheminer la nourriture à la bouche.
Les colloblastes sont situées sur des ramifications des tentacules qui s'appellent des tentilles.

### Anatomie
De l'extérieur, le colloblaste présente une structure granuleuse et sphérique s'insérant dans l'ectoderme des tentilles. Il s'agit d'une sphère cytoplasmique recouverte de granules adhésifs. Le colloblaste s'insère dans l'ectoderme par une prolongation allongée de la cellule entourée d'un filament cytoplasmique spiralé. Le noyau, allongé aussi, se situe dans ce prolongement cellulaire en forme de tige,.

#### Organites
Le colloblaste contient un noyau axial allongé qui remplit les deux tiers de la tige cellulaire. Parmi les autres organites présents dans le cytoplasme de la sphère, on compte notamment quelques mitochondries, réticulum endoplasmiques rugueux, et microtubules. La présence de synapses a aussi été remarqué au niveau de la région basale et du filament cytoplasmique spiralé. La fente synaptique a une largeur de 100 à 125 ångström.

## Mécanisme
Lorsque la cellule contenant le colloblaste entre en contact avec un corps donné, elle se détend rapidement, et la partie apicale adhère alors à celui-ci. À la différence des cnidocytes, les colloblastes ne se détruisent pas ; ils se rétractent et peuvent être utilisés à nouveau. En effet, leur filament cytoplasmique, très élastique, ne se casse pas.
La proie ni tuée sur le coup, ni paralysée, est seulement collée au tentacule.

## Risques
Les colloblastes peuvent être un problème pour les gens se baignant en pleine mer puisque les cténophores s'accrochent facilement - de manière accidentelle - sur le corps et les membres des baigneurs ; les colloblastes, très puissants, sont presque totalement collés à la peau, et en le retirant, l'épiderme est rapidement déchiré : l'exposition de l'intérieur de la peau à l'eau de mer provoque de vives et irritantes douleurs ; bien que cela ne soit - du moins en principe - pas ou peu dangereux pour la personne concernée[réf. souhaitée]